# 以珥月
以珥月（希伯來語：‎，和合本常译作“二月”，或称作“西弗月”）是希伯来历的一个月份，犹太教曆二月、犹太国曆八月，长为29天，对应格里曆的4月至5月间。

## 重要事件
- 5日：獨立日
- 14日：补过逾越节。[3]